# 广安门内大街
39°53′17″N 116°21′06″E / 39.88804°N 116.35180°E
广安门内大街是位于中国北京市西城区南部的一条大街。因位于北京外城广安门内而得名。

## 简介
广安门内大街西起广安门立交桥，与广安门外大街、广安门南滨河路、广安门北滨河路连接，东到菜市口，与宣武门外大街、骡马市大街、菜市口大街连接。
广安门内大街是北京最古老的大街之一。在唐朝便是幽州城内东西向大街，称“檀州街”。辽朝时，为辽南京城内的安东门通向清晋门的大道。金朝时，为金中都城内的施仁门通向彰义门的大道，称“彰义门内大街”。是金中都最繁华的大街，国内外贸易市场集中在此。明朝时，兴建广宁门，广宁门内的路段称为“广宁门大街”，东段称为“菜市口大街”。清朝道光元年（1821年），为避道光帝旻宁之名讳，广宁门改称“广安门”，并将两段大街合并，称为“广安门大街”，直到中华民国时期。中华人民共和国成立后，称“广安门内大街”。
广安门内大街是北京城内通向广安门外、卢沟桥、中国南方各国城市的要道。明朝末年李自成起义军的一支、日军入侵北京、部分中国人民解放军进入北京城时，均经过该大街。明清时期，该大街是到北京赶考的举人、商人、地方官员进北京城的必经之路。过去街内曾有山西西晋会馆、洪洞会馆、河东会馆、贵州西馆、山东兖州会馆、江西永新会馆、浙江扬州会馆、福建仙溪会馆等9座会馆。自古该街为商业街，唐朝时街两侧的商行有白米行、屠行、绢行、布行、肉行等，明清时期有菜市、肉市、果子市等。中华民国时期，有私营门店100多家。1949年中华人民共和国成立后进行了改造，安装路灯，铺设地下雨水管道，路面改为沥青。
广安门内大街东口与宣武门外大街相交处，称菜市口，为清朝的刑场。当时，从菜市口往南没有道路，故菜市口为一个丁字路口。广安门内大街东端北侧原有西鹤年堂，位于菜市口以西，为老字号药店。再往西原有同达堂（一说达仁堂），学者王懿荣曾在此购买龙骨，从而发现了甲骨文。再往西原有大常恒煤油店。再向西原有外四区分局。再向西原有增寿寺，早废。又向西为圣恩寺（即大悲阁），系金、元时期著名的佛寺，规模十分宏大，清朝时被火焚毁。再向西原有隆庆寺，建于清朝嘉庆十一年十二月，私建，已拆除。再向西有韦驮寺，康熙二十二年（1683年）私建，已拆除。韦驮寺对面有一株大槐树，为华严庵的遗物，已被保护起来。
1992年，宣武区人民政府对广安门内大街加宽改建，于1994年9月29日竣工通车。1997年底，街北的北线阁街南片、广安胡同东片、牛街地区危旧房改造工程动工。街两侧陆续建起北京电力生产调度中心、北京中经信国际大厦、国家信息大厦、北京市残疾人联合会大楼、上海浦东发展银行等高层建筑。2000年代初，又对该大街进行了更大规模的拓宽，成为广安大街的组成部分，2001年通车。如今，该大街两侧的原有平房建筑已经很少。大街东段南侧有鹤年堂药店；西段北侧有中国中医科学院广安门医院、北京市回民学校。
广安门内大街为双向8车道。道路上有北京地铁7号线广安门内站和公交车站“广安门内站”。
广安门内大街周边的重要单位有：大街以北有中国中医科学院广安门医院，北京空竹博物馆，报国寺，首都医科大学附属宣武医院，北京市回民学校；大街以南有国家电网，鹤年堂药店分店，北京市残疾人活动中心，菜市口百货商店，同仁堂药店分店，大中电器，西城区第二图书馆，中国移动，鹤年堂药店总店。